# Mandolinen und Mondschein
Mandolinen und Mondschein ist ein deutscher Schlagerfilm von Hans Deppe aus dem Jahr 1959.

## Handlung
Im Flugzeug von New York City nach Venedig lernt Hotelerbe Robert Küfner die berühmte Sängerin Susanne Peters kennen, die unter dem Namen Anne Perusa erfolgreich ist. Susanne reagiert auf Roberts Annäherungsversuche zunächst abweisend, doch kann er durch Hartnäckigkeit und Hilfsbereitschaft in der für Susanne fremden Stadt schließlich ihr Herz erobern. Robert ist nach Venedig gekommen, weil sein Vater, Hotelbesitzer Küfner, die Managerkrankheit hat und daher die Geschäfte nicht wie gewohnt führen kann. Zudem will Küfner seinen Sohn endlich verheiraten – mit Karin, der Tochter des dänischen Hotelkönigs Gustafsson und Sandkastenfreundin Roberts. Vorsichtige Andeutungen Roberts, dass er bereits eine Künstlerin als zukünftige Frau gewählt hat, wiegelt Küfner ab, da Künstler unzuverlässige Menschen sind, und er eine solche Schwiegertochter nie akzeptieren würde.
Susanne will Küfner von sich überzeugen und fängt unter ihrem Realnamen in Küfners Hotel als Zimmermädchen zu arbeiten an. Über ihren Manager Max Krank, der sich ein Zimmer im Hotel nimmt, kann sie zudem ihre abendlichen Auftritte in einem Konzerthaus am Lido wahrnehmen. Susanne reagiert eifersüchtig, als Karin aus Dänemark anreist, da sie in ihr eine Konkurrenz vermutet und glaubt, dass Robert Karin tatsächlich heiraten will. Karin jedoch ist heimlich in den singenden Hotelangestellten Sven verliebt, der die Gäste regelmäßig vom Flugplatz zum Hotel bringt und auch musikalische Stadtrundfahrten anbietet. Vor ihrem Vater hält Karin die Beziehung geheim, weil Sven in dessen Hotel bereits mehrfach entlassen wurde.
Vater Gustafsson erscheint anlässlich der geplanten öffentlichen Verlobung von Robert und Karin in Venedig. Auf einer Gondelfahrt soll eigentlich Sven die Anwesenden musikalisch unterhalten, doch scheut der das Zusammentreffen mit Gustafsson, sodass Susanne einspringt. Küfner glaubt sofort, eine neue musikalische Entdeckung gemacht zu haben und will Susanne zum Star aufbauen. Sie ist für ihn zudem die Ausnahme von der Regel, dass Künstler unzuverlässige Menschen seien. Küfner und Gustafsson geben anlässlich der öffentlichen Verlobung eine große Feier, doch finden sich nun die richtigen Paare Susanne – die sich als Anne Perusa zu erkennen gibt – und Robert sowie Karin und Sven. Nach dem ersten Schock akzeptieren beide Väter die Entscheidung ihrer Kinder und der Abend endet mit einem großen Feuerwerk.

## Produktion
Mandolinen und Mondschein wurde vom 11. Mai bis Juni 1959 in Venedig und den Arca-Filmstudios Berlin-Pichelsberg gedreht. Für die Filmbauten waren Ernst H. Albrecht und Hans Auffenberg verantwortlich. Die Modellkleider für Christine Görner schuf Heinz Oestergaard. Herstellungsleiter war Alfred Bittins. Der Film erlebte am 27. August 1959 im Stuttgarter Universum seine Premiere.
Im Film sind zahlreiche Schlager zu hören, die unter anderem von Nina & Frederick, im Film das Liebespaar Karin und Sven, interpretiert werden:
- Nina & Frederick: Mandolinen und Mondschein; Ich träum von einem kleinen Haus am Meer; Mango Vendor
- Frederick: Bella Venezia
- Christine Görner: My Happiness; Auch die Liebe will gelernt sein; Barcarole
- Nana Gualdi: Junge Leute brauchen Liebe
- Instrumental: Rebel Rouser; La Paloma; Manager-Mambo; Sail Along, Silv’ry Moon

## Kritik
Das Lexikon des internationalen Films befand, dass „das Lustspielchen […] völlig dem Anspruch des Titels [gehorcht]“.
Die Filmblätter nannten Mandolinen und Mondschein ein „venezianisches Intermezzo in voller Romantik“.
Cinema schrieb: „Der übliche 50er-Jahre-Kitsch […] Treudoofer Schmalz. Fazit: Da glitschen ja die Gondeln aus…“.